# Enterocarpus
Enterocarpus — рід грибів родини Microascaceae. Назва вперше опублікована 1977 року.

## Класифікація
До роду Enterocarpus відносять 2 види:
- Enterocarpus grenotii
- Enterocarpus uniporus